# Сіті 17
Сіті 17 (англ. City 17) — вигадане місто, у якому розгортаються події відеоігор Half-Life 2 і Half-Life 2: Episode One. Згодом — інтернет-мем, уособлення тотального контролю і суворих законів.
Це напівзруйноване місто з антиутопічним тоталітарним ладом, в центрі якого височіє Цитадель — технологічний і адміністративний центр загарбників з інших світів.
По місту розвішані плакати на слов'янських мовах, міська архітектура, моделі машин і поїздів нагадують будинки, автомобілі й поїзди країн Варшавського договору. За словами розробників, викладених у книзі «Half-Life 2: Raising the Bar», Сіті 17 є збірним образом різних міст Східної Європи, на які накладено відбиток діяльності цивілізації прибульців з інших світів.

## Образ міста
Сіті 17 візуально нагадує велике східноєвропейське місто, що представляє в основному східноєвропейську архітектуру. В ньому поєднуються старовинні будівлі XIX—початку XX сторіч і спальні райони, магазини, склади другої половині XX. В них проникають чорні металічні будівлі загарбників з Альянсу світів. На відміну від земних, вони оснащені високотехнологічними терміналами, силовими полями, футуристичною зброєю. Центром Сіті 17 є вежа під назвою Цитадель, де міститься керівництво і військові сили. Від неї в різні райони міста тягнуться кабелі, які живлять машини Альянсу.
Численні споруди покинуті й обшарапні, в них валюється сміття і трупи тих, хто наважився протистояти владі. Житла людей дуже бідні, зі старими меблями, давно не ремонтовані. Примітно, що в них немає книг, але в багатьох стоїть телевізор, яким ведеться пропаганда глави Сіті 17 і всього людства Воллеса Бріна. На вулицях встановлені відеопанелі, з яких також ведеться пропаганда.
На вулицях багато покинутих автомобілів, заснованих на радянських марках «Москвич», «ЗАЗ», «РАФ» і «ГАЗ», «Трабантах» НДР, чеських «Avia» і «Škoda», що вироблялись в 1960-80-х роках; ці автомобілі часто зустрічалися в радянських республіках і країнах Східної Європи. Для перевезення громадян і деяких вантажів як локомотиви використовуються вкорочені моторні вагони дизельних поїздів  ДР1 (ДР1П, ДР1А) ризького виробництва.
Всі люди Сіті 17 носять однакову синю форму. За порядком слідкує поліція, озброєна шоковими кийками і пістолетами. Впродовж подій ігор можна натрапити на катівні, час від часу здійснюються раптові облави на цивільних з метою залякати й арештувати підозрілих осіб. Декотрих порушників законів Альянсу в покарання перетворюють на сталкерів — жалюгідного вигляду кіборгів, кінцівки яких ампутовано і замінено протезами. Деякі містяни вважають, що в питну воду таємно додаються якісь препарати, щоб люди під їх дією не помічали свого рабського становища.

## Сцени

### У відеоіграх

#### Half-Life 2
Значна частина подій гри відбувається в цьому місті, протагоніст гри Гордон Фрімен загадковим чином опиняється в Сіті 17 на самому початку Half-Life 2. Гордон спостерігає злиденне життя пересічних мешканців під наглядом роботів і поліції Альянсу, сцени вбивств і катувань, які відбуваються «за планом». Люди в Сіті 17 носять однакову синю уніформу, майже не мають особистих речей, а споруди, автомобілі, меблі й таке інше зустрічаються лише 20-річної давнини. Виняток становлять поліція і спецпризначенці, котрі працюють на Альянс, маючи доступ до його високих технологій, зокрема систем стеження, зброї, транспорту. В Сіті 17 місцями встановлено екрани, звідки ведеться пропаганда голови міста і фактичного правителя всієї Землі Воллеса Бріна; повсюди висять агітаційні плакати. Через придушення здатності розмножуватися спеціальним пристроєм, встановленим у місті, на Землі, і в Сіті 17 зокрема, немає дітей і підлітків. Воллес Брін подає цей антилюдський режим як благо і співпрацю з вищими істотами, котрі начебто врятували людство після інциденту в «Чорній Мезі» (події Half-Life). Він переконує, що люди близькі до безсмертя, котре правителі Альянсу дадуть своїм підлеглим, коли ті доведуть, що достойні стати надлюдьми.
Подорожуючи крізь Сіті 17, Гордон знаходить криївки повстанців і сховки з припасами, позначені помаранчевою буквою Лямбда, що після подій в «Чорній Мезі» стала символом боротьби проти загарбників.
Багато місць міста покинуті, завалені сміттям. В них водяться істоти Зену, що проникли на Землю в ході портальних штормів, які передували вторгненню Альянсу. Зокрема це барнакли, які ловлять жертв довгими липкими язиками зі стелі, та хедкраби, які зомбують людей.
Підкінець гри в Сіті 17 спалахує повстання, проти слуг Альянсу починається активна боротьба. Проте сили окупантів лишаються досить великими і обидві сторони борються майже на рівних.

#### Half-Life 2: Episode One
Події гри зосереджені на втечі Гордона і його супутниці Алікс з Сіті 17. Вони подорожують крізь Цитадель, складену з металевих конструкцій та малозрозумілих технологій прибульців. В ній герої зустрічають сталкерів, котрі цілком залежні від Альянсу і обслуговують механізми. Після вибуху на верхівці Цитаделі в фіналі Half-Life 2 споруда руйнується, постійно виникають неполадки у її функціонуванні.
На стінах можна побачити плакати, які подають службу Альянсу ніби еволюцію — від мавпи і сучасної людини до кіборга. Сіті 17 в цій частині серії доживає свій останній час. Вибух ядра Цитаделі загрожує всьому місту і повстанці масово тікають з нього, чому Альянс намагається перешкодити.

#### Half-Life 2: Episode Two
Тут Сіті 17 зруйноване вибухом Цитаделі. Місто видно тільки здалеку як огорнені димом руїни, над якими височіють залишки Цитаделі. Над центром міста зароджується величезний портал для прибуття каральних військ, закриттю якого і присвячені події Episode Two.

### У фільмах

##### Half-Life: Escape from City 17
У цьому епізодичному фанатському короткометражному фільмі 2009—2011 років Сіті 17 зображене під час подій гри Half-Life 2: Episode One. Воно огорнене димом і попелом, лунають сирени. Над Цитеделлю зароджується портал, а в самому місті триває запекла боротьба повстанців з військами Альянсу, палають пожежі.

##### Freeman's days
У фанатському фільмі «Freeman's days», який заснований на подіях відеоігор, як Сіті 17 знято вулиці й будинки Калуги та околиць. На відміну від ігор, не всі люди тут носять уніформу, відрізняється озброєння військ Альянсу, використовуються вирізані з фінальної версії Half-Life 2 об'єкти.

## Розробка офіційного образу
При створенні дизайну і стилю Сіті 17 команда розробників користувалася образами європейського міста XX століття, куди додавала будівлі 1930-70-х років. Valve використовували фотографій з Болгарії, Росії та Румунії. Акцент робився на гнітючій атмосфері, без будь-яких ознак конкретної епохи, але з нальотом футуристичності за рахунок споруд Альянсу.
Як майбутні локації (не реалізовані в іграх) розглядалися Дитяча фабрика і енергостанції, де енергія добувалася з полонених вортигонтів, яких Гордон мав звільняти.
За словами Марка Лейдлоу, Цитадель задумувалася як місце фіналу гри, видне з перших же її секунд. Особлива увага приділялася освітленню — м'яке світло зовні різко контрастувало зі штучним в приміщеннях. Холодне світло використовувалося для позначення присутності загарбників. Для створення ефекту вторгнення прибульців, художники спочатку створювали реалістичну локацію, а потім додавали деталі, які різко контрастують з нею. В ранніх концептах стіна навколо Цитаделі поглинала місто протягом гри, розширюючись.

## Сіті 17 як інтернет-мем
Образ Сіті 17 часто використовується в Інтернеті, щоб іронічно відреагувати на брехливу пропаганду, введення певних обмежень, нових законів. З Цитаделлю порівнюються багато хмарочосів та просто високих будівель у містах. Особливо ті, вигляд яких різко виділяється на загальному фоні.
Деякі цитати персонажів стали крилатими в Інтернет-спільнотах. До прикладу «Підніми бляшанку» (у грі поліцай кидає бляшанку і вимагає викинути її в смітник) — очевидне знущання влади з народу. «Ласкаво просимо до Сіті 17» (вітання Воллеса Бріна з відеопанелі) ілюструє брехливі обіцянки кращого життя. Зазвичай вони супроводжуються скриншотами з гри чи фанатськими малюнками.